# Front Rodezyjski
Front Rodezyjski – rodezyjska partia polityczna założona w 1962 roku przez grupę polityków, którzy opuścili Partię Federalną, po tym jak opowiedziała się ona za zmianami w konstytucji, które miały zrównać prawa polityczne białych i czarnych. Ian Smith, inicjator powstania nowej partii, sprzeciwiał się temu rozwiązaniu i opowiadał się za rządami białej mniejszości.
Partia szybko zdobyła poparcie białych obywateli i już w grudniu 1962 zwyciężyła w wyborach parlamentarnych w Rodezji Południowej, sprawując władzę do 1979, kiedy to zwiększono prawa czarnoskórej większości. W 1965, wobec konfliktu z Wielką Brytanią, która uzależniała przyznanie niepodległości Rodezji od rozszerzenia praw obywatelskich na czarnych mieszkańców, parlament (zdominowany przez Front Rodezyjski) ogłosił jednostronnie niepodległość kraju. Dopiero wojna rodezyjska doprowadziła do zawarcia porozumienia pomiędzy władzami FR a przedstawicielami większości czarnoskórej. W jego wyniku partia weszła w koalicję z umiarkowanym UANC Abla Muzorewy.
Po przekształceniu państwa w Zimbabwe Front Rodezyjski przeszedł do opozycji. W dniu 6 czerwca 1981 przekształcił się we Front Republikański, który sześć lat później zmienił nazwę na Konserwatywny Sojusz dla Zimbabwe, a następnie wszedł w skład Ruchu na rzecz Demokratycznej Zmiany. Znaczna część członków partii nie pogodziła się ze zmianą sytuacji politycznej i opuściła Zimbabwe. Do wyjątków należał Ian Smith, który pozostał w kraju i publicznie krytykował rządy Roberta Mugabe.